# Schloss Riet

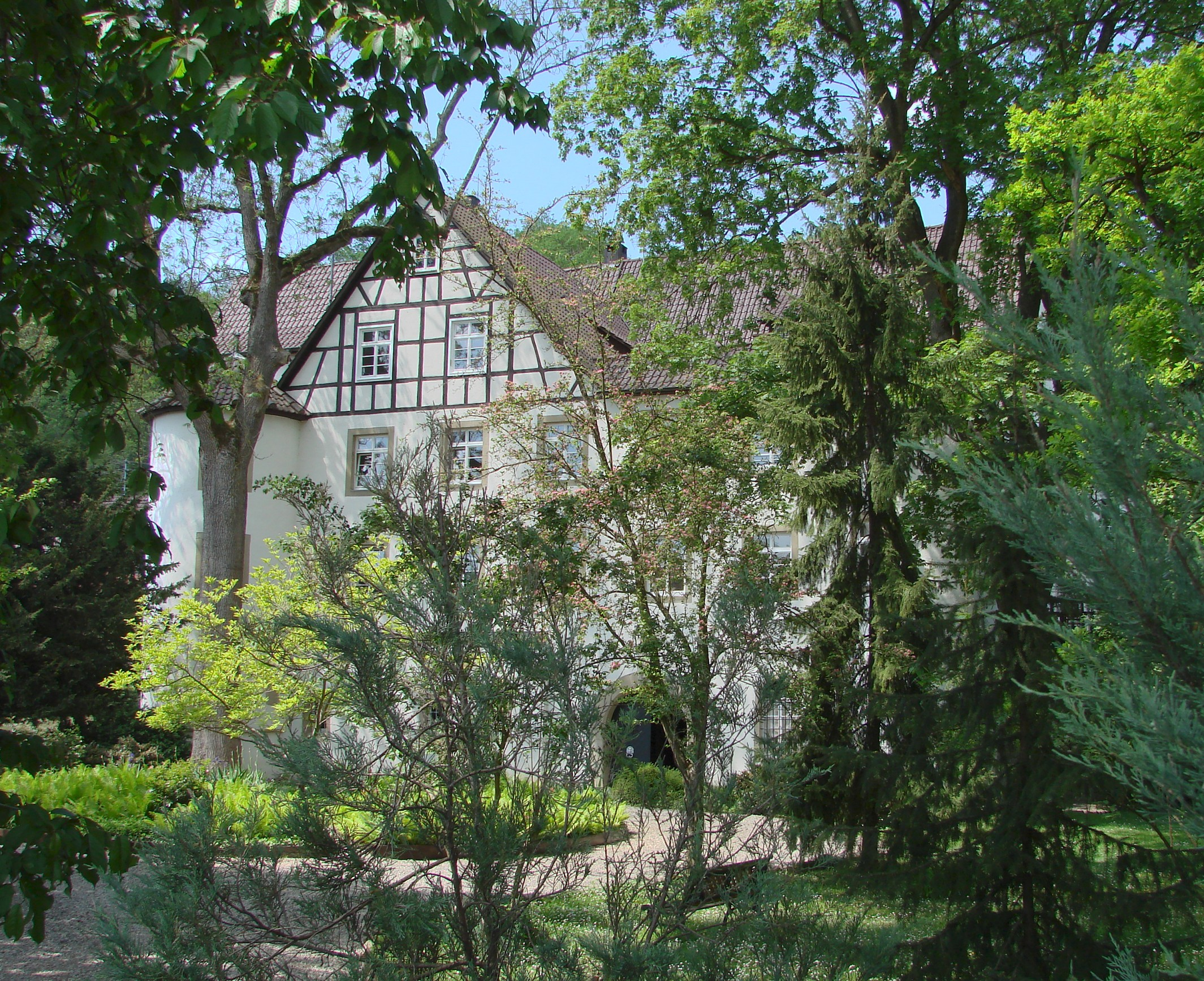
Schloss Riet

Schloss Riet ist ein Schloss im Stadtteil Riet der Stadt Vaihingen an der Enz im Landkreis Ludwigsburg in Baden-Württemberg.

## Geschichte

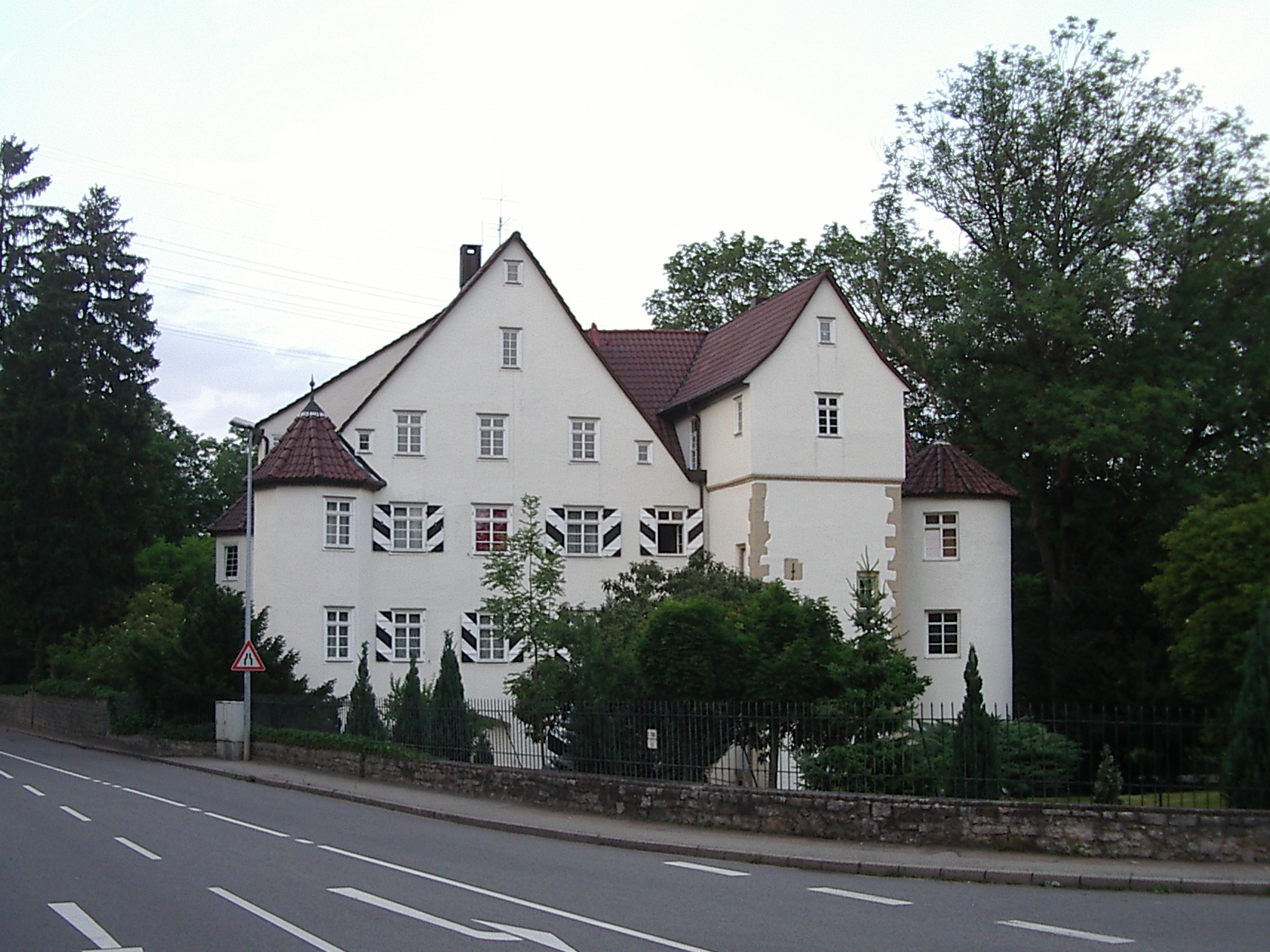
Südansicht

Schon im 12. Jahrhundert ist in Riet eine Wasserburg der Staufer überliefert. Im 15. Jahrhundert entstanden wahrscheinlich auf Resten dieser Burg die massiven Untergeschosse, welche im 16. Jahrhundert durch vier Ecktürme und zwei Fachwerkgeschosse ergänzt wurden. In dieser Zeit kamen auch die Herren von Reischach-Riet durch Hans von Reischach erstmals in Besitz des Schlosses. Nach dem Verlust des Schlosses im Jahr 1593 gelangte das Schloss nach mehreren Besitzerwechseln 1620 in den Besitz Württembergs. 1709 wurde das Schloss wieder Eigentum der Herren von Reischach, jedoch diesmal als württembergisches Lehen. Nach der Lehensauflösung 1835 blieb das Schloss in Besitz der Reischachs, in deren Besitz es sich heute immer noch befindet. Heute lebt die ehemalige MTV-Moderatorin Kimsy von Reischach mit ihrem Ehemann, dem Musiker Marcus Lambkin mit Künstlernamen Shit Robot, und ihren gemeinsamen Kindern im Schloss.